# Plomion
Plomion ist eine französische Gemeinde im Département Aisne in der Region Hauts-de-France mit 454 Einwohnern (Stand: 1. Januar 2022). Sie gehört zum Arrondissement Vervins und zum Kanton Vervins.

## Lage
Die Gemeinde Plomion liegt im Osten der Landschaft Thiérache, rund 40 Kilometer nordöstlich von Laon, zwölf Kilometer südlich von Hirson und acht Kilometer südöstlich von Vervins. Im Nordosten des Gemeindegebietes entspringt der Fluss Vilpion.

## Geschichte
In der Zeit zwischen dem 13. und 18. Jahrhundert war das Gebiet um Plomion Schauplatz feindlicher Auseinandersetzungen und wurde mehrmals von englischen oder österreichisch-spanischen Truppen sowie niederländischen, spanischen und französischen Söldnern angegriffen. Der Ort litt besonders bei einem Angriff durch die 3000 Mann starke Söldnertruppe des Obersts Roze im Frühjahr 1651. Daher wurde im 16. Jahrhundert das Kirchengebäude durch eine Wehrkirche ersetzt, die den Bewohnern als Fluchtort und Schutz diente.
Während des Zweiten Weltkriegs wurden im August/September 1944 in den Gemeinden Tavaux und Plomion 34 Zivilisten durch Angehörige der Leibstandarte SS Adolf Hitler und der Hitlerjugend erschossen.

### Bevölkerungsentwicklung
| Jahr                       | 1962 | 1968 | 1975 | 1982 | 1990 | 1999 | 2006 | 2014 | 2022 |
| -------------------------- | ---- | ---- | ---- | ---- | ---- | ---- | ---- | ---- | ---- |
| Einwohner                  | 704  | 681  | 630  | 511  | 527  | 518  | 509  | 445  | 454  |
| Quellen: Cassini und INSEE |      |      |      |      |      |      |      |      |      |

## Sehenswürdigkeiten
- Die Kirche Notre-Dame besitzt ein Querschiff und große Wachtürme, die mit zahlreichen kleinen Schießscharten versehen sind. Zudem gibt es ein von zwei Türmen flankiertes Verlies. Das gesamte Gebäude wurde aus Backsteinen errichtet. Oberhalb des Eingangs befinden sich Öffnungen, durch die beispielsweise Steine herabgeworfen oder brennende Flüssigkeiten auf die Angreifer gegossen werden konnten. Im Innern der Kirche befinden sich mehrere Statuen, die der Arzt Jean Minne mit seinen chirurgischen Instrumenten angefertigt hat.[1]
- Die Markthalle ist ein großer Saalbau, der einen durch Feuer im Jahr 1720 zerstörten Vorgängerbau ersetzte. 1811 wurde beschlossen, an diesem Ort eine neue Markthalle zu errichten. Die Pläne dazu entstanden im Jahr 1817 und der Bau wurde 1821 fertiggestellt. Die Wachstube, die im Jahr 1831 hinzukam, ist nicht mehr erhalten. Im Ersten Weltkrieg wurde das offene Fachwerk der Halle von den Deutschen mit Backsteinen geschlossen und das Gebäude zur Entlausung und Desinfektion genutzt. Die Halle wird als Veranstaltungsort für regionale Feste genutzt.[3]
- Im Jahr 1983 gründete Maurice Aymar auch den Motocross-Kurs „La Comtesse“ des Moto Club Marle et Voharies, später Moto Club Marle et Plomion, auf dem mehrere französische aber auch Weltmeisterschaften stattfanden.[4]
- In der Nähe von Plomion befindet sich das Gebiet „La Nigaudière“ mit einem See.
- zwei ehemalige öffentliche Waschhäuser (lavoirs)
- Wasserturm

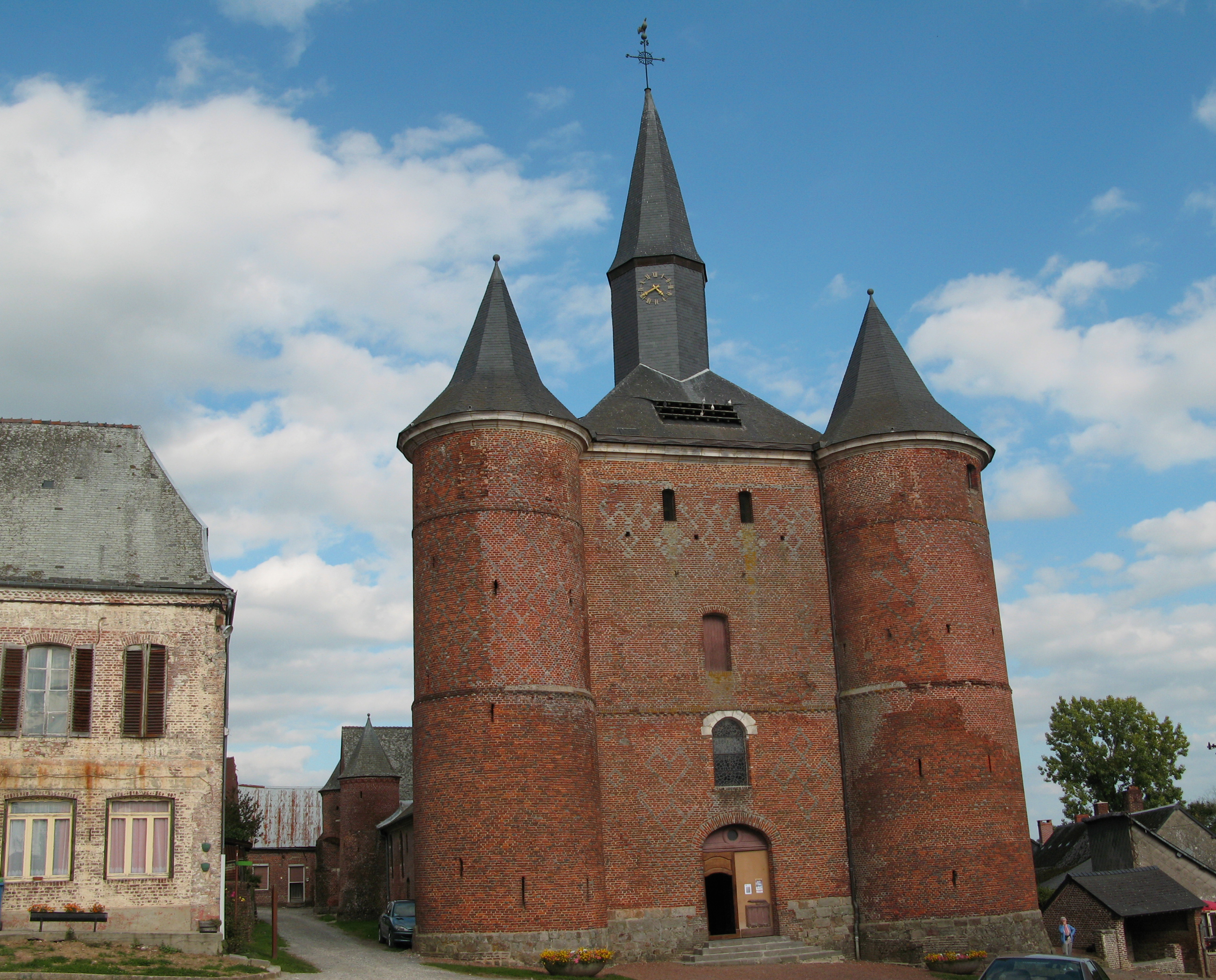
Kirche Notre-Dame
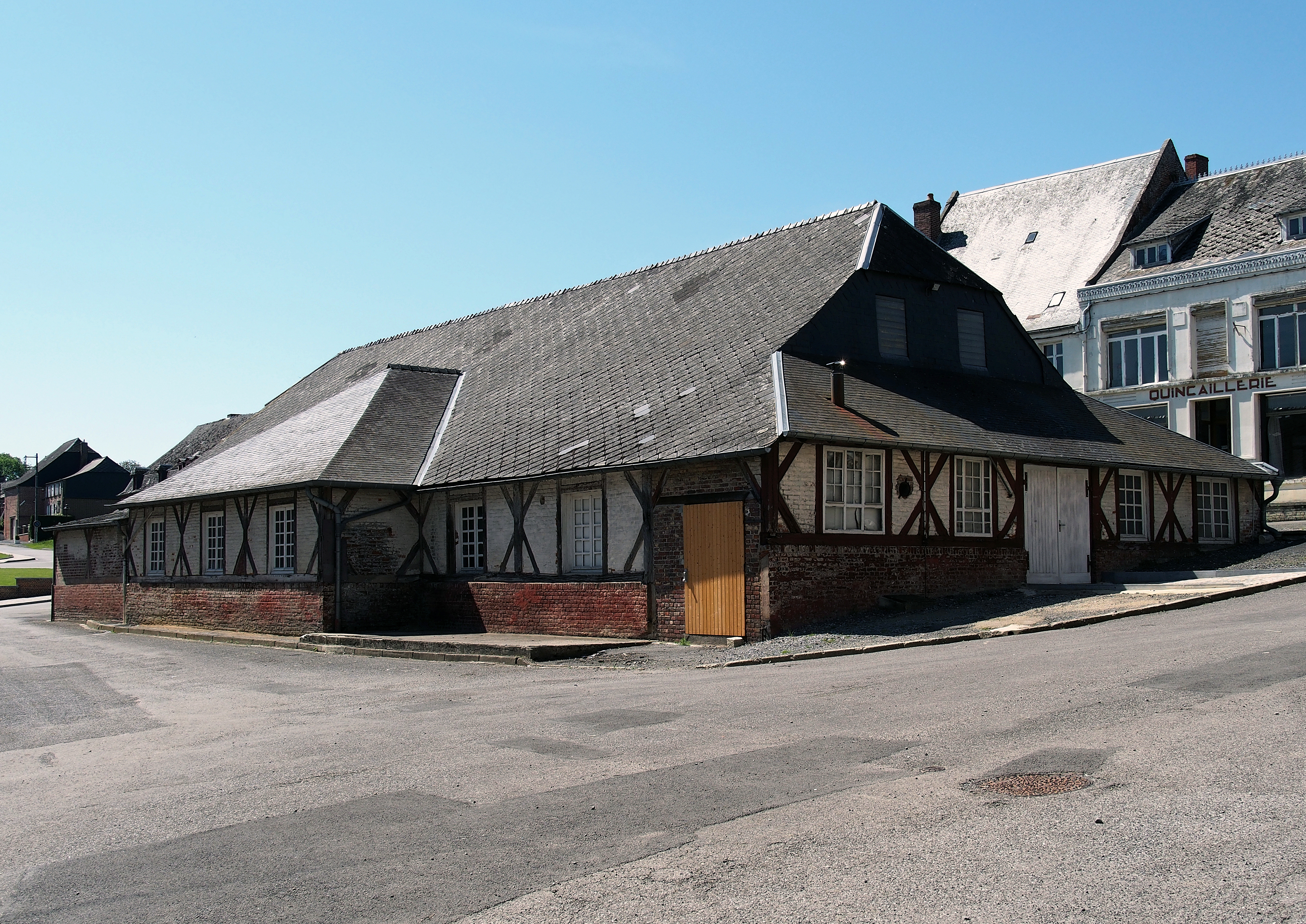
Alte Markthalle
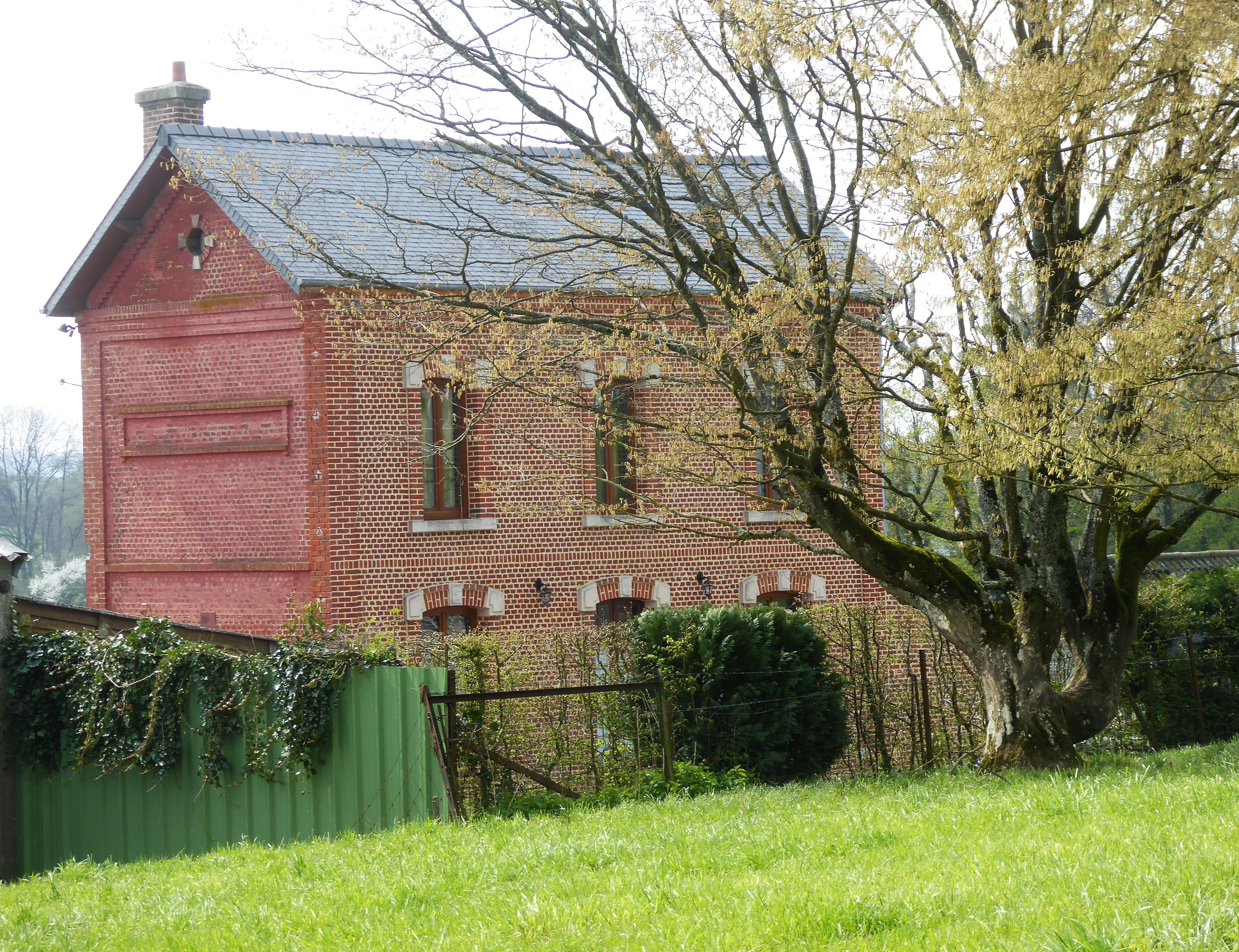
Ehemaliger Bahnhof
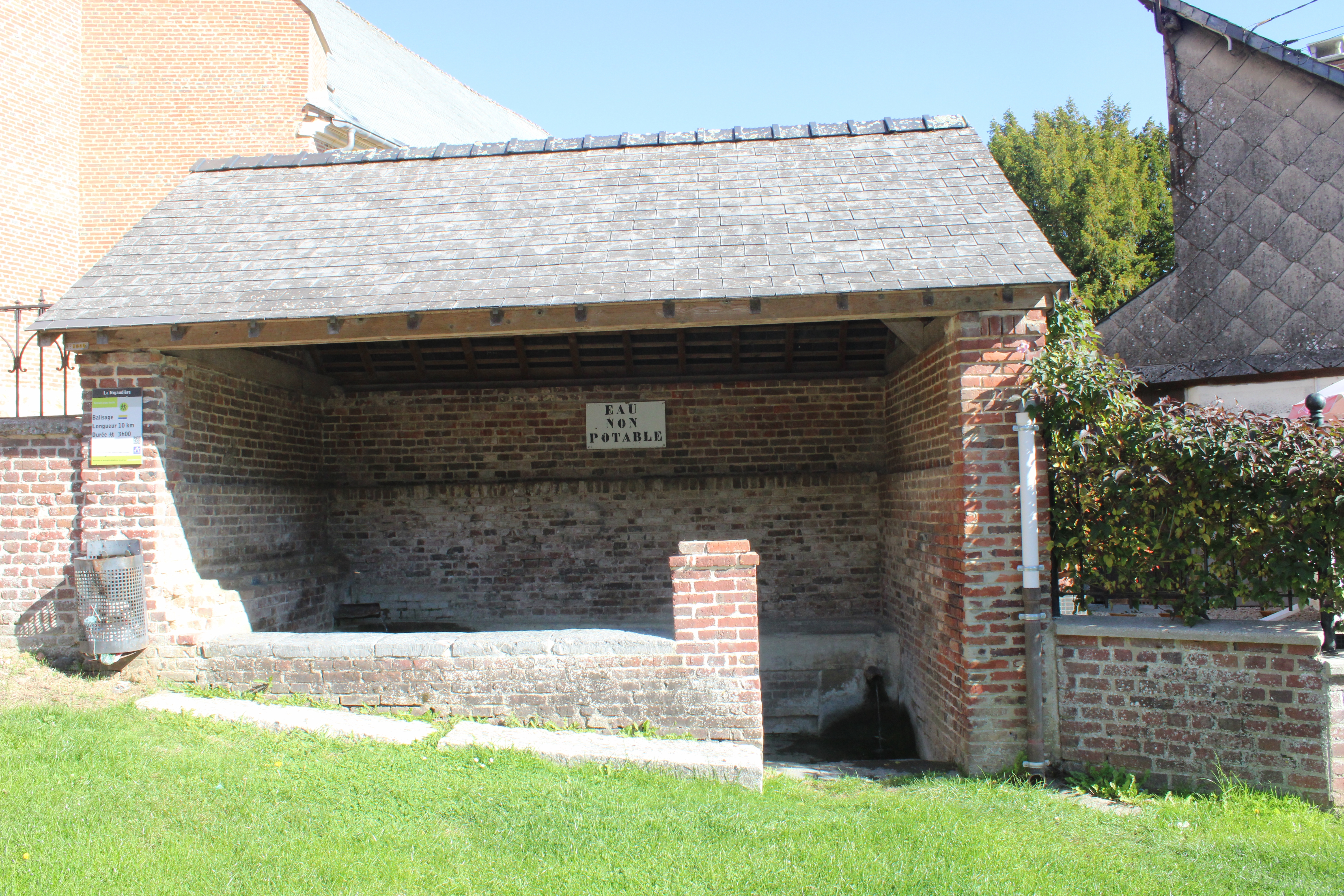
Ehemaliges Waschhaus
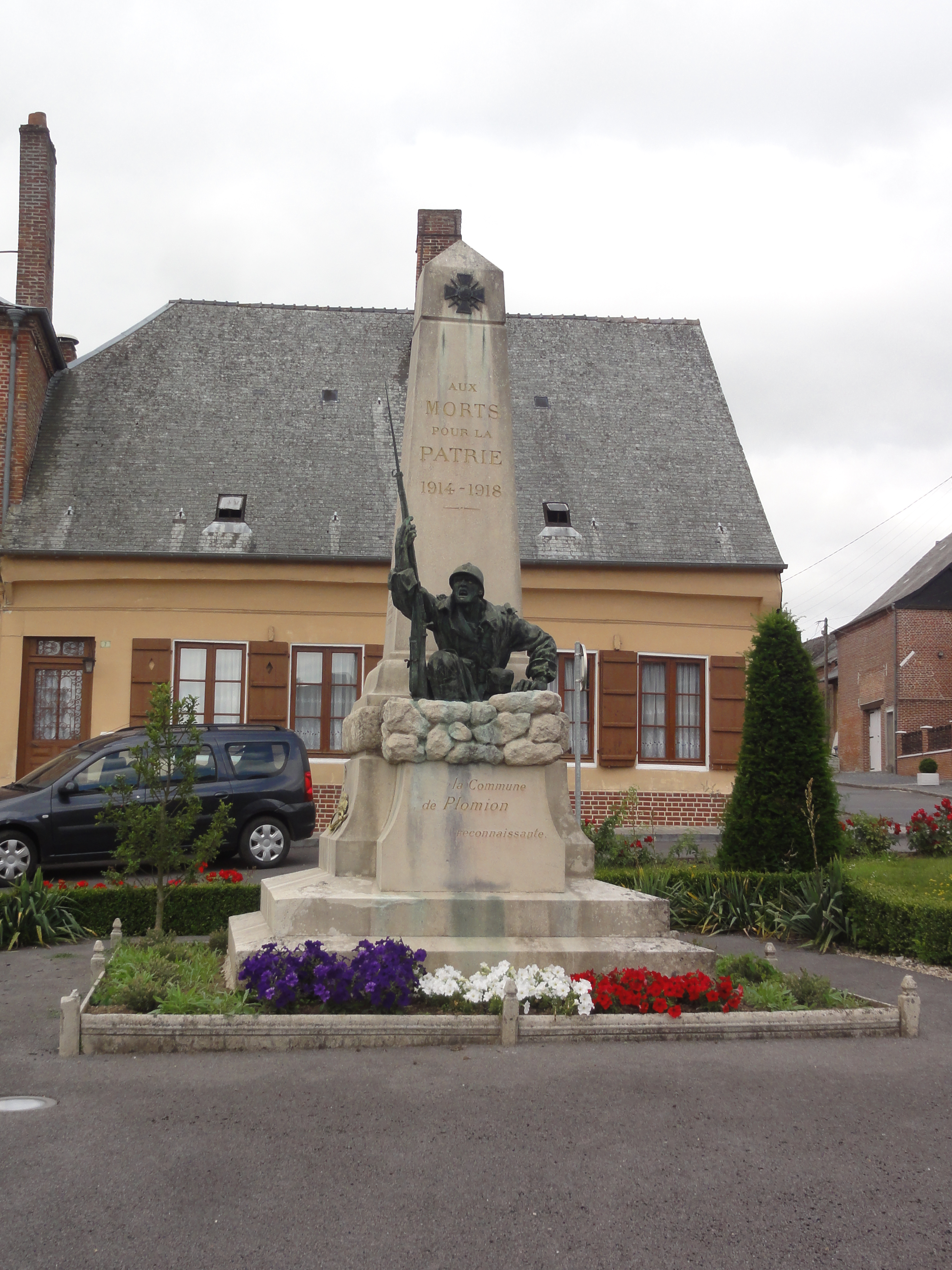
Gefallenendenkmal